# Coccoidea
Le cocciniglie o, impropriamente, coccidi (Coccoidea Handlirsch, 1903), sono una superfamiglia di insetti fitofagi compresi nell'ordine dei Rhynchota (sottordine Homoptera, sezione Sternorrhyncha). Il nome cocciniglia deriva dallo spagnolo cochinilla ("porcellino di terra"). Sono insetti esclusivamente fitomizi e costituiscono uno tra i più importanti raggruppamenti di insetti dannosi. La caratteristica generale che contraddistingue questi insetti è il marcato dimorfismo sessuale e la regressione morfologica, anatomica e funzionale delle femmine (neotenia).

## Morfologia

### Maschio
Il maschio ha un corpo di piccolissime dimensioni, esile e allungato, con le regioni corporee ben conformate.

Il capo ha antenne composte al massimo da 10 articoli e apparato boccale atrofico. Nelle famiglie più primitive sono presenti gli occhi composti e due ocelli, ma nella maggior parte delle cocciniglie gli occhi tipici sono assenti e sostituiti da numerosi ocelli.

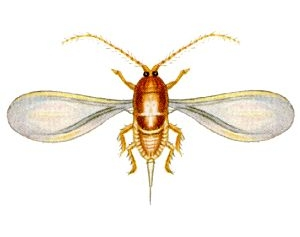
Maschio di diaspino.

Il torace è ben sviluppato, con zampe sottili e allungate. Le ali sono del tutto assenti oppure è presente un solo paio di ali mesotoraciche. Quelle posteriori sono invece ridotte a due processi uncinati detti retinacoli o bilancieri, che nel volo si agganciano alle ali mesotoraciche. Le ali anteriori sono interamente membranose, in genere ben sviluppate, con venatura ridotta a due sole nervature longitudinali, interpretate come radio e media. La singolare morfologia alare dei maschi delle cocciniglie ha tratto in inganno diversi zoologi fino al XIX secolo, i quali ritenevano che si trattasse di Ditteri parassiti delle femmine.
L'addome è composto da nove uriti di cui l'ultimo è molto ridotto oppure trasformato in un processo allungato (Diaspini). Nell'ottavo urite sono spesso presenti due processi cerosi allungati.

### Femmina
La femmina presenta particolari adattamenti morfologici, anatomici e funzionali che la rendono inconfondibile. La regressione che caratterizza le femmine è tale che fino ad alcuni secoli fa si riteneva si trattasse di galle vegetali. Apparentemente si potrebbe pensare ad una forma di vita poco evoluta, in realtà si tratta di un adattamento spinto al regime dietetico fitofago che rientra nei casi di neotenia.

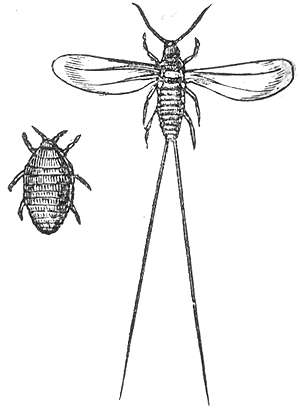
Femmina e maschio di cocciniglia del carminio.

Il corpo è simile a quello degli stadi giovanili, generalmente appiattito o convesso, di forma variabile ma con una semplificazione delle strutture morfologiche: il capo è spesso fuso con il torace, la metameria tende a scomparire, mancano le ali, le zampe sono spesso ridotte o del tutto assenti. Il corpo è mascherato da abbondanti emissioni di cera, seta, lacca, oppure ricoperto da un follicolo, detto scudetto, che assume forme caratteristiche secondo le specie.
Gli occhi composti sono sempre assenti, gli ocelli possono essere presenti o meno, talvolta sostituiti da semplici pigmentazioni della cuticola. Le antenne sono presenti nelle forme mobili, ma regrediscono a piccole protuberanze nelle forme immobili. L'apparato boccale, di tipo pungente-succhiante, si mantiene invece ben conformato, indice della forte specializzazione di questi insetti. La struttura è quella tipica dei Rincoti Omotteri Sternorrinchi, con inserimento nella parte ventrale del corpo. Il rostro è breve e formato da 1-3 articoli; gli stiletti sono molto lunghi e in posizione di riposo sono ripiegati in una tasca interna, detta crumena, disposta nella parte ventrale del corpo.
Il torace è spesso morfologicamente indistinto dal capo e si fonde con esso a formare una regione morfologica detta cefalotorace. Le zampe sono brevi, con tarsi uniarticolati, oppure sono fortemente ridotte o del tutto assenti. Le ali sono sempre assenti.
L'addome è composto da 8-9 segmenti, non bene differenziati; nei Diaspini gli ultimi uriti sono fusi in un'unica struttura morfologica detta pigidio.

### Rivestimenti protettivi
La caratteristica morfologica più evidente delle femmine adulte è la protezione formata dalle secrezioni esterne. Da un punto di vista chimico le secrezioni sono di varia natura e sono riconducibili alla cera, alla lacca o alla seta. Ogni gruppo sistematico produce uno specifico secreto che si dispone e si accumula in modo caratteristico al punto che, spesso, la forma e l'aspetto della secrezione sono fondamentali per determinare le cocciniglie a livello di famiglia, sottofamiglia o specie. Le secrezioni esterne sono anche il prodotto del metabolismo glucidico di questi insetti.

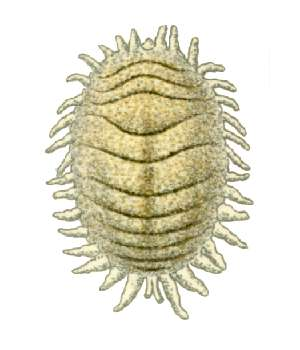
Femmina di planococco, con le caratteristiche emissioni cerose a raggiera.

La cera è una miscela di sostanze liposolubili rappresentate principalmente da esteri alcolici di acidi grassi, alcoli superiori, acidi grassi liberi, idrocarburi ad alto peso molecolare (paraffine). Differisce dalla più comune cera d'api per la composizione, in quanto lo spettro acidico vede una prevalenza dell'acido cerotico (CH3(CH2)24COOH). Il componente principale è il cerotato di cerile. Gli sbocchi escretori delle ghiandole ceripare hanno varie forme ma sono una costante all'interno di ogni raggruppamento tassonomico; in conseguenza di ciò, le secrezioni cerose assumono forme e disposizioni specifiche utili ai fini sistematici. Le emissioni possono essere polverulente, filamentose, bacillari, a placche, ecc. Sono frequenti, ma non esclusive, nei Pseudococcidi e ispirano talvolta il nome comune attribuito genericamente ad alcune specie (cotonello, cocciniglia cotonosa, ecc.).
La lacca è una miscela complessa, detta genericamente vernice, composta da resine, cera, glucidi, pigmenti. Il componente principale è la resina. Anche in questo caso la forma e l'aspetto della secrezione laccifera è utile per la determinazione sistematica. In alcune cocciniglie (Saissetia, Coccus, ecc.) la lacca rapprende all'aria formando un caratteristico scudetto, generalmente di forma globosa, recante sculture esterne. Le cocciniglie laccifere per eccellenza sono però quelle della famiglia dei Kerriidae, detta anche Lacciferidae: la grande quantità di lacca prodotta dagli individui di questa famiglia è tale da fondersi in una massa unica, formando un manicotto che avvolge per intero i rami infestati e le cocciniglie; queste sono fornite di sifoni per la respirazione. Nella specie Kerria lacca (cocciniglia della lacca) la produzione è tale da avere uno sfruttamento economico con l'estrazione della gommalacca.

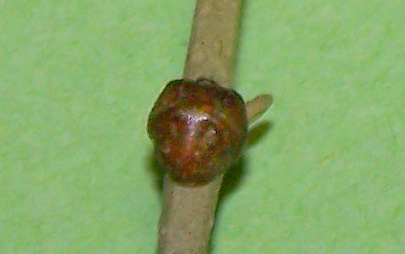
Femmina di cocciniglia mezzo grano di pepe nascosta dallo scudetto protettivo di lacca.

La seta è una sostanza proteica secreta da ghiandole sericipare distribuite su tutto il corpo nei Diaspini. Questa sostanza rapprende formando un follicolo appiattito che riveste l'intero corpo della cocciniglia. Per la particolare fisiologia e anatomia dei Diaspini, che hanno il sistema digerente interrotto, il follicolo è al tempo stesso una struttura protettiva e una via di smaltimento dei prodotti del metabolismo azotato di questi insetti.

## Riproduzione
Le cocciniglie si riproducono per via sessuale, ma non sono rari i casi di partenogenesi; in questo raggruppamento è presente anche l'unico caso di ermafroditismo riscontrato fra gli insetti (Icerya purchasi). Data la differente etologia nei due sessi, le femmine emettono feromoni sessuali per attirare i maschi.
La maggior parte delle specie è ovipara, ma sono frequenti anche le specie vivipare e quelle ovovivipare. In quest'ultimo caso, la femmina depone uova il cui embrione si è quasi del tutto evoluto in neanide. Queste uova hanno tempi di incubazione brevissimi, dell'ordine di poche ore, mentre nelle specie ovipare l'incubazione dura qualche giorno.
Nelle zone temperate si susseguono in genere da una a tre generazioni l'anno, ma molte specie possono avere molte più generazioni in ambienti caldi, come nelle regioni tropicali o in ambiente protetto (serra).

## Sviluppo postembrionale

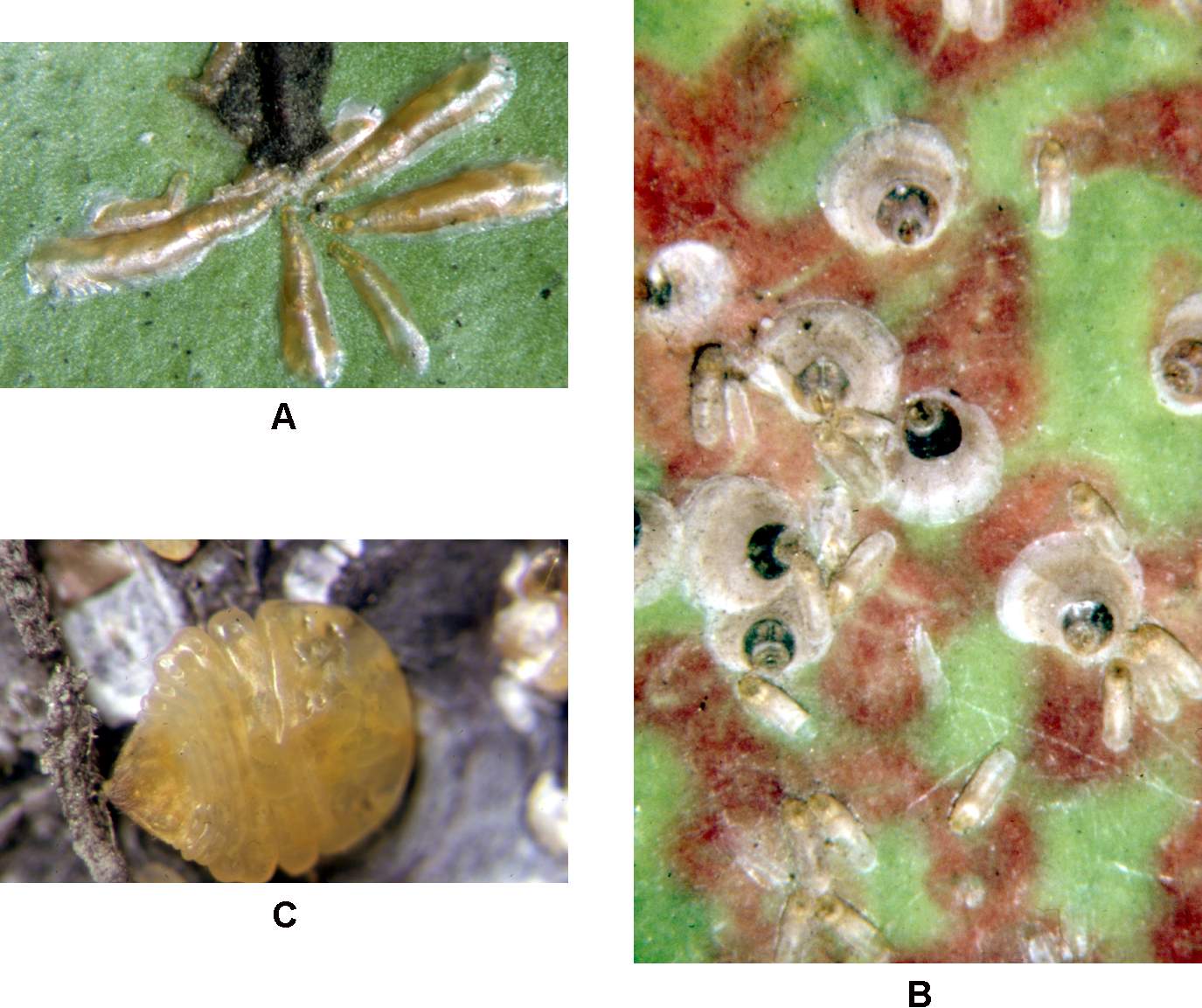
Alcuni diaspini. Nella figura C è stato rimosso il follicolo per mostrare il corpo della femmina.
A. Lepidosaphes gloverii (femmine adulte)
B. Parlatoria oleae (femmine adulte: follicoli circolari; neanidi: follicoli oblunghi)
C. Quadraspidiotus juglansregiae (femmina adulta dopo rimozione del follicolo).

Il dimorfismo sessuale che caratterizza lo stadio adulto delle cocciniglie si concretizza con una netta differenziazione dello sviluppo postembrionale. Differenziazioni più o meno marcate si riscontrano anche fra le diverse famiglie, soprattutto nello sviluppo postembrionale delle femmine. Le femmine passano attraverso due o tre stadi preimmaginali, i maschi attraverso tre o quattro. In entrambi i sessi gli stadi di neanide sono due.
I maschi hanno una metamorfosi del tipo della neometabolia. Questa metamorfosi è una forma intermedia fra l'emimetabolia e l'olometabolia: come nell'emimetabolia, non ci sono sostanziali differenze morfologiche fra gli stadi giovanili e quello adulto, a parte la presenza degli abbozzi alari; a differenza dell'emimetabolia, però, lo stadio ninfale è immobile, carattere che avvicina questa metamorfosi a quella degli olometaboli. I primi due stadi (neanide di 1ª e 2ª età) sono fondamentalmente simili a quelli corrispondenti delle femmine; solo alla fine del secondo stadio compaiono gli abbozzi alari. La prepupa e la pupa sono gli stadi ninfali, sono entrambi immobili e non si alimentano; fanno eccezione alcuni Margarodidi, nei quali la prepupa è mobile. La differenza sostanziale fra i due stadi ninfali consiste nel grado di sviluppo degli abbozzi alari, più evidenti nella pupa.
Le femmine hanno una metamorfosi differente secondo i gruppi sistematici, ma in generale è caratterizzata da una regressione morfologica più o meno spinta e, per via dell'atterismo secondario, dall'assenza degli stadi ninfali; lo sviluppo postembrionale passa perciò attraverso due o tre stadi di neanide.

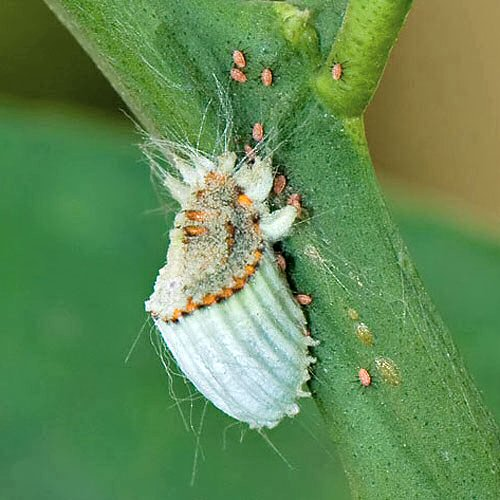
Nelle cocciniglie sono le neanidi di 1ª età a garantire la diffusione della specie, anche quando le femmine adulte, come nel caso dell'Icerya purchasi, sono potenzialmente mobili.

Le femmine delle cocciniglie meno evolute hanno una metamorfosi definita, secondo gli Autori, ipermetabolia, pseudoipermetabolia, allometabolia. Questa metamorfosi è caratterizzata da un polimorfismo preimmaginale in quanto i due stadi di neanidi, mobili, sono intervallati da uno immobile, detto ciste, in cui l'insetto è privo di zampe. Il grado d'involuzione morfologica non è particolarmente spinto, mentre si assiste ad una forma d'involuzione funzionale: le forme mobili sono per lo più le neanidi, mentre la femmina adulta, pur mantenendo la capacità di muoversi, è generalmente immobile.
Le femmine delle cocciniglie più evolute hanno una metamorfosi del tipo della catametabolia che passa attraverso due stadi di neanide. Nel corso di questa metamorfosi si assiste ad un'involuzione morfologica e funzionale piuttosto spinta, in quanto le appendici, in particolare le antenne e le zampe, si riducono fino a scomparire del tutto o quasi. Le neanidi di 1ª età sono pertanto provviste di zampe e sono in grado di muoversi, mentre la femmina adulta è priva di antenne, attera, con zampe ridotte o assenti ed è immobile. L'immobilità si ha, in genere, a partire dal secondo stadio di neanide.
L'etologia degli stadi preimmaginali è importante ai fini della lotta contro questi fitofagi. Le neanidi neonate in genere passano attraverso una fase iniziale di immobilità, che può durare da poche ore a qualche giorno, durante la quale sono protette dal corpo della madre o dalle sue formazioni protettive (escrezioni cerose, scudetto) e sono pertanto visibili rimuovendo la femmina adulta. Dopo questa fase, le neanidi acquisiscono una notevole mobilità: pur essendo piccolissime sono in grado di muoversi abbastanza velocemente per spostarsi lungo lo stesso fusto o ramo o su rami diversi della stessa pianta. Questa fase dura poche ore oppure può protrarsi anche per 3 o 4 giorni. Essendo leggerissime possono essere disperse dal vento oppure da vettori occasionali come l'uomo o gli altri animali. Nella maggior parte delle cocciniglie, dallo stadio successivo in poi, l'insetto diventa immobile, insediandosi definitivamente nel nuovo sito. A questo punto gli stiletti boccali vengono sfilati dalla crumena e inseriti nei tessuti della pianta.
La fase di maggiore vulnerabilità è quella di neanide mobile, con una elevata mortalità dovuta soprattutto a fattori abiotici. La pioggia e l'insolazione sono i fattori principali di mortalità, mentre il vento, pur contribuendo anch'esso alla mortalità, favorisce anche la disseminazione e, quindi, la propagazione nell'ambiente. La vulnerabilità delle neanidi mobili si ha pure nei confronti degli insetticidi, mentre in seguito le femmine acquistano una resistenza più o meno marcata agli insetticidi per contatto grazie alle protezioni esterne.

## Alimentazione
L'anatomia e la fisiologia dell'apparato digerente delle cocciniglie è l'espressione del forte adattamento alla fitofagia che presentano questi insetti e, più in generale, tutti gli Sternorrinchi (Afidi, Aleurodidi, Psille e Cocciniglie). La dieta di questi insetti ha un elevato rapporto carbonio/azoto, manca di alcuni componenti essenziali e la sostanziale sedentarietà che caratterizza la loro etologia non permette l'integrazione del fabbisogno nutritivo con l'assunzione di altri alimenti.
Per soddisfare i fabbisogni proteici gli Sternorrinchi devono assumere grandi quantità di linfa (o di succhi vegetali in generale) e smaltire l'eccesso d'acqua e zuccheri con la produzione della melata. Questa funzione è svolta dalla camera filtrante, un vero e proprio organo dializzatore che effettua il by-pass dei glucidi. La camera filtrante è un sistema di membrane, associate al tratto iniziale del mesentero, che filtra i liquidi assunti permettendo la separazione delle macromolecole (lipidi, proteine) dalle piccole molecole (zuccheri, amminoacidi). Le macromolecole proseguono nell'intestino medio (mesentero), dove subiscono la digestione vera e propria; gran parte dell'acqua, degli zuccheri e delle altre piccole molecole organiche vengono invece deviate direttamente nell'intestino posteriore (proctodeo). Il risultato è la produzione di grandi quantità di escrementi liquidi ad alto contenuto zuccherino (melata), sui quali si sviluppa una complessa biocenosi composta da insetti glicifagi (soprattutto Ditteri e Imenotteri) e funghi saprofiti (fumaggini).
Nell'ambito degli Sternorrinchi (e, quindi, delle cocciniglie) fanno eccezione i Diaspini, che hanno sviluppato invece un adattamento anatomo-fisiologico differente e più complesso, oltre alla maggior parte degli Afidi, che non dispongono di un vero e proprio apparato filtrante. I Diaspini sono sprovvisti della camera filtrante ed hanno una soluzione di continuità nel tubo digerente: il mesentero è infatti anatomicamente separato dal proctodeo; l'intestino medio assume la forma di un sacco a fondo cieco che svolge contemporaneamente la funzione di dialisi e di digestione: gli zuccheri e le piccole molecole attraversano la parete dell'intestino medio e passano nell'emolinfa, mentre le macromolecole vengono trattenute e subiscono la digestione. Gli zuccheri presenti nell'emolinfa e i prodotti del metabolismo sono raccolti dai tubi malpighiani che fungono da reni chiusi svolgendo una funzione di regolazione dell'escrezione poco conosciuta. Il risultato macroscopico è che i Diaspini non emettono melata e producono una quantità esigua di escrementi. Fondamentale è la funzione escretoria del tegumento, in quanto i prodotti del catabolismo vengono espulsi con la costruzione del follicolo.
L'altro aspetto dell'adattamento funzionale delle cocciniglie alla fitofagia, anch'esso condiviso con gli altri Sternorrinchi, è il rapporto di simbiosi con microrganismi ospitati all'interno del corpo che intervengono nella fisiologia dell'apparato digerente. Nelle cocciniglie, i microrganismi simbionti sono ubicati in strutture anatomiche differenti secondo i gruppi sistematici: nel tessuto adiposo, nell'emocele, in organi specifici unicellulari (micetociti) o pluricellulari (micetomi). Questi simbionti sono trasmessi alla discendenza con la riproduzione.

## Impatto sull'agricoltura

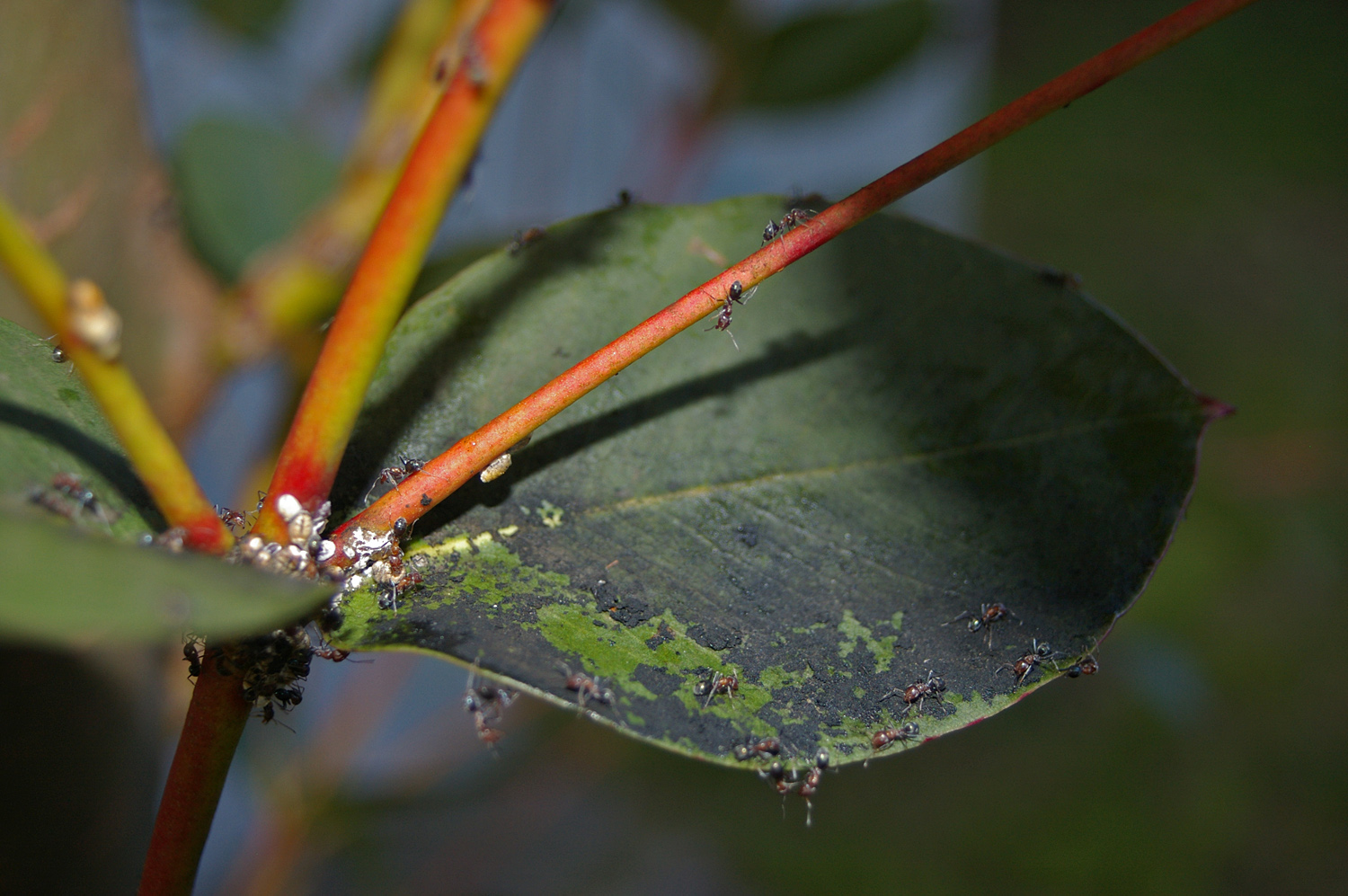
Fumaggine sviluppata sulla melata emessa da cocciniglie.

Le cocciniglie rappresentano uno dei raggruppamenti sistematici più dannosi all'agricoltura. Nonostante siano insetti piuttosto piccoli e dotati di un potenziale riproduttivo sostanzialmente inferiore a quello di altri fitofagi come gli Afidi, i Ditteri Tefritidi o gli Acari, diverse specie di cocciniglie possono facilmente essere responsabili di infestazioni di gravità tale da causare perdite considerevoli di prodotto. I motivi della pericolosità di questi Rincoti sono diversi:
- Facilità di diffusione geografica: le piccole dimensioni e l'immobilità facilitano la diffusione passiva con il semplice trasporto di piante e di materiale di propagazione; molte specie, originariamente localizzate in aree circoscritte del pianeta, sono diventate oggi cosmopolite a causa degli scambi commerciali fra le nazioni. Molte cocciniglie, infatti, sfuggono facilmente alle ispezioni a causa del loro aspetto e delle loro dimensioni.
- Polifagia: le cocciniglie sono in generale insetti polifagi che attaccano inoltre varie parti di pianta (foglie, germogli, rami legnosi, frutti). Hanno pertanto una spiccata capacità di adattarsi a condizioni ambientali differenti.
- Resistenza degli adulti: a fronte della elevata mortalità giovanile, causata soprattutto da fattori ambientali abiotici, le cocciniglie manifestano una spiccata resistenza alle avversità ambientali in virtù delle secrezioni protettive. Questa resistenza si manifesta anche nei confronti di molti insetticidi, in particolare quelli attivi per contatto, che hanno una scarsa efficacia su insetti protetti da follicoli e secrezioni cerose abbondanti. Lo stadio di massima vulnerabilità, rappresentato dalle neanidi mobili, ha una durata troppo breve affinché la mortalità giovanile possa incidere sulla dinamica di popolazione.

Le popolazioni di questi insetti, pur non avendo ritmi di crescita esponenziale paragonabili a quelli di altri pericolosi fitofagi, hanno nel complesso la proprietà di progredire in modo costante fino a raggiungere infestazioni di difficile controllo se non vengono efficacemente contrastate.
I danni diretti provocati dalle cocciniglie sono di due tipi e sono correlati al grado d'infestazione: il primo è di tipo quantitativo, il secondo di tipo qualitativo. I danni quantitativi, che si manifestano con un deperimento generale che porta alla decurtazione della resa, sono dovuti alla sottrazione della linfa e agli effetti fitotossici della saliva immessa con l'apparato boccale. Raramente si ha trasmissione di virosi come avviene invece per molti altri Omotteri. I danni qualitativi consistono nel deprezzamento commerciale del prodotto (per lo più frutti e piante ornamentali) dovuto alle decolorazioni provocate dalle punture.
Ad eccezione dei Diaspini, le cocciniglie sono responsabili anche dei danni provocati dalla melata: l'imbrattamento dei prodotti con la melata e l'eventuale sviluppo della fumaggine (funghi microscopici di colore nero che si sviluppano sulla superficie delle foglie o dei frutti nutrendosi della melata) causa un deprezzamento commerciale, ma soprattutto riduce la capacità fotosintetica della pianta a scapito della sua potenzialità produttiva.

## Utilità

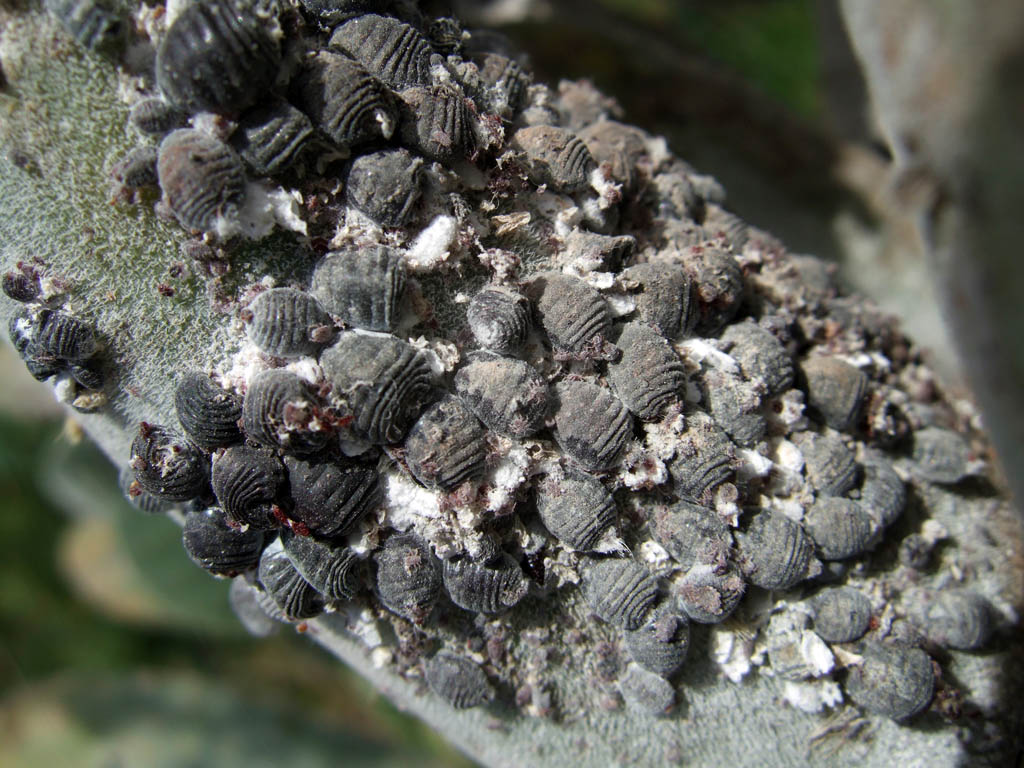
Femmine di cocciniglia del carminio.

Nonostante si tratti di insetti dannosi, si possono citare alcuni casi, comunque circoscritti, in cui le cocciniglie sono o sono state utili:
- Estrazione della gommalacca. La Kerria lacca è tuttora sfruttata per la produzione della gommalacca, ricavata dalle abbondanti secrezioni laccifere.
- Lotta biologica. In Australia la specie Dactylopius indicus fu impiegata con successo, insieme alla Cactoblastis cactorum (Lepidoptera), agli inizi del XX secolo per combattere le infestazioni di Opuntia che si diffusero su oltre 20 milioni di ettari[3].
- Estrazione di coloranti. Diverse specie, appartenenti soprattutto ai generi Kermes e Dactylopius, erano sfruttate per l'estrazione di alcuni coloranti (rosso carminio, rosso vermiglio), utilizzati fin dall'antichità per tingere stoffe e altri manufatti. Questi impieghi hanno oggi perso importanza in quanto i coloranti estratti dalle cocciniglie sono stati soppiantati dai pigmenti sintetici.

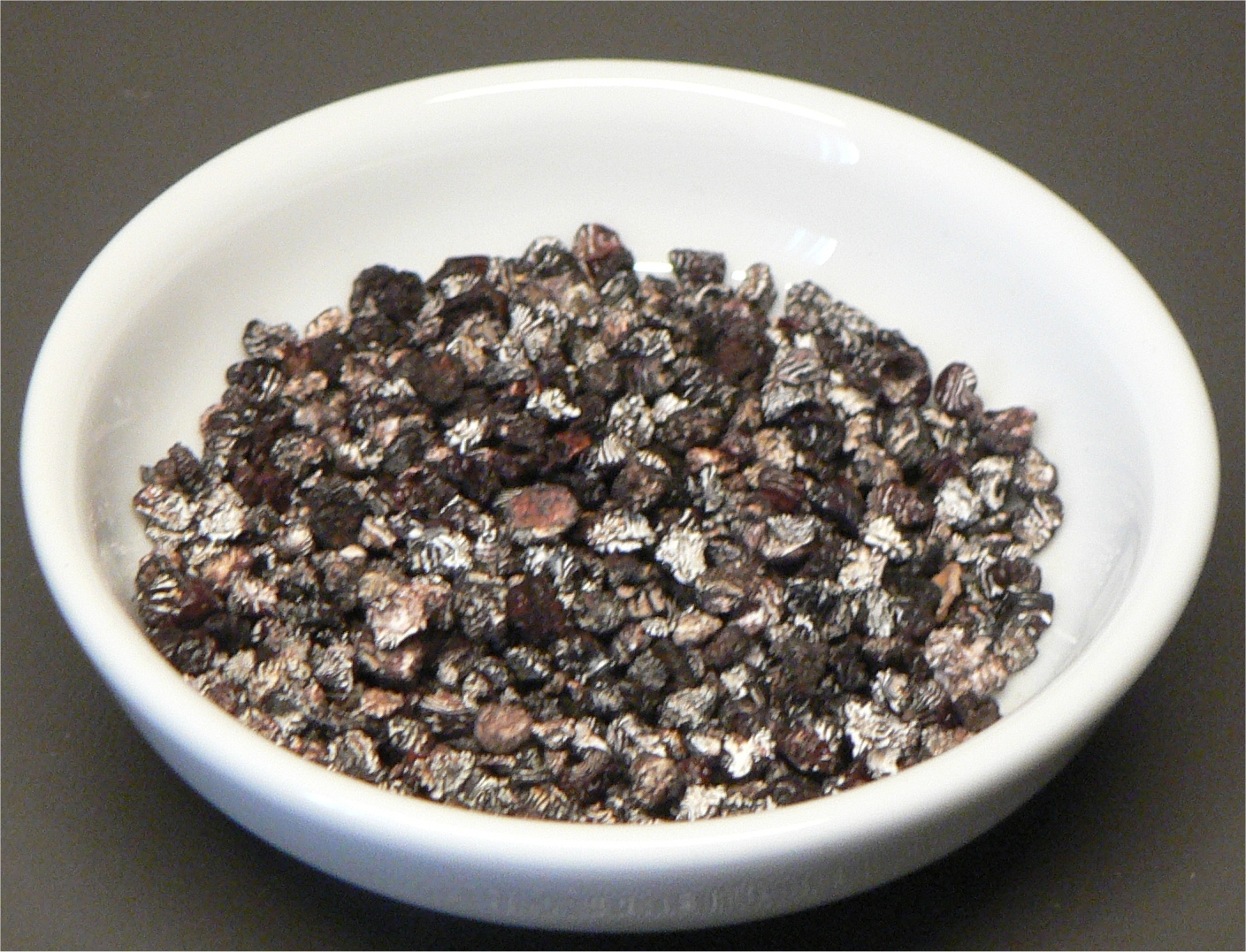
Cocciniglie del carminio essiccate, da cui si estrae il colorante.

L'uso tradizionale di alcune cocciniglie per l'estrazione di coloranti permane ancora oggi, come retaggio, nella denominazione di alcuni prodotti. L'alchermes, uno dei liquori comunemente usati in pasticceria, deve il suo nome all'arabo al-kirmiz che significa, appunto, "cocciniglia". In passato, infatti, il liquore era colorato usando il grana di Kermes, un colorante naturale estratto dalla specie Kermes vermilio (Vermiglio della Quercia). Oggi la colorazione del liquore può anche essere ottenuta con coloranti di origine sintetica E122 - E124 - E132 nei prodotti commerciali (obbligatoriamente elencati in etichetta come additivi alimentari con la relativa sigla europea).

## Sistematica
La superfamiglia Coccoidea comprende circa 7 000 specie distribuite in 21 famiglie viventi. Una vecchia classificazione ripartiva le famiglie fra tre raggruppamenti morfologici: quello dei Margaroidi o Orthezoidi, comprendente le cocciniglie più primitive, quello dei Diaspidoidi, comprendente i Diaspini (femmine catametabole protette da un follicolo sericeo, apparato digerente interrotto, assenza di melata), quello dei Lecanoidi, comprendente forme eterogenee con grado di catametabolia più o meno spinto. La classificazione interna è incerta soprattutto nell'inquadramento sistematico dei Margarodidae, in quanto diversi autori classificano al rango di famiglia diversi raggruppamenti sistematici ivi compresi come sottofamiglie o tribù. 
- Aclerdidae
- Asterolecaniidae
- Beesoniidae
- Carayonemidae
- Cerococcidae
- Coccidae (syn. Lecaniidae)
- Conchaspididae

- Dactylopiidae
- Diaspididae
- Eriococcidae
- Halimococcidae
- Kermesidae
- Kerriidae (syn. Lacciferidae)
- Lecanodiaspididae

- Margarodidae
- Micrococcidae
- Ortheziidae
- Phenacoleachiidae
- Phoenicococcidae
- Pseudococcidae
- Stictococcidae

Nei Coccoidea sono inoltre comprese le famiglie fossili Electrococcidae, Grimaldiellidae, Inkaidae, Jersicoccidae, Kukaspididae, Labiococcidae, per la maggior parte affini agli Orthezoidi.